# Museo Casa de León Trotsky
El Museo Casa de León Trotsky es un museo público de la Ciudad de México en honor al Revolucionario soviético. El centro del complejo es la casa en la que vivió con Natalia Sedova por quince meses y donde fue asesinado. La casa fue reacondicionada para imitar el aspecto que tenía en dicha época, sobre todo el estudio en el que el agente de la NKVD soviética, el español Ramón Mercader, por orden de Stalin, mató a Trotski golpeándolo con un piolet en la parte posterior de la cabeza. En 1990 el complejo se convirtió tanto en el museo como la sede del Instituto del Derecho de Asilo Museo Casa de León Trotsky, A.C. La casa fue declarada monumento histórico el 24 de septiembre de 1982.
Fue convertido en museo público el 21 de agosto de 1990, durante la regencia de Manuel Camacho Solís en la Ciudad de México y bajo la coordinación de Alejandra Moreno Toscano. Poco después se formó una asociación civil encabezada por Javier Wimer Zambrano, diplomático y político mexicano. Esta asociación a la cual pertenece el nieto y único sobreviviente de León Trotski, Esteban Vólkov Bronstein, cuenta con un permiso especial por parte del Gobierno del Distrito Federal para administrar el Museo Casa de León Trotski, institución que funciona sin fines de lucro y recibe una subvención de la Secretaría de Cultura del Gobierno del Distrito Federal, que coadyuva al financiamiento de sus actividades.

## Exilio de Trotski y asesinato en su casa

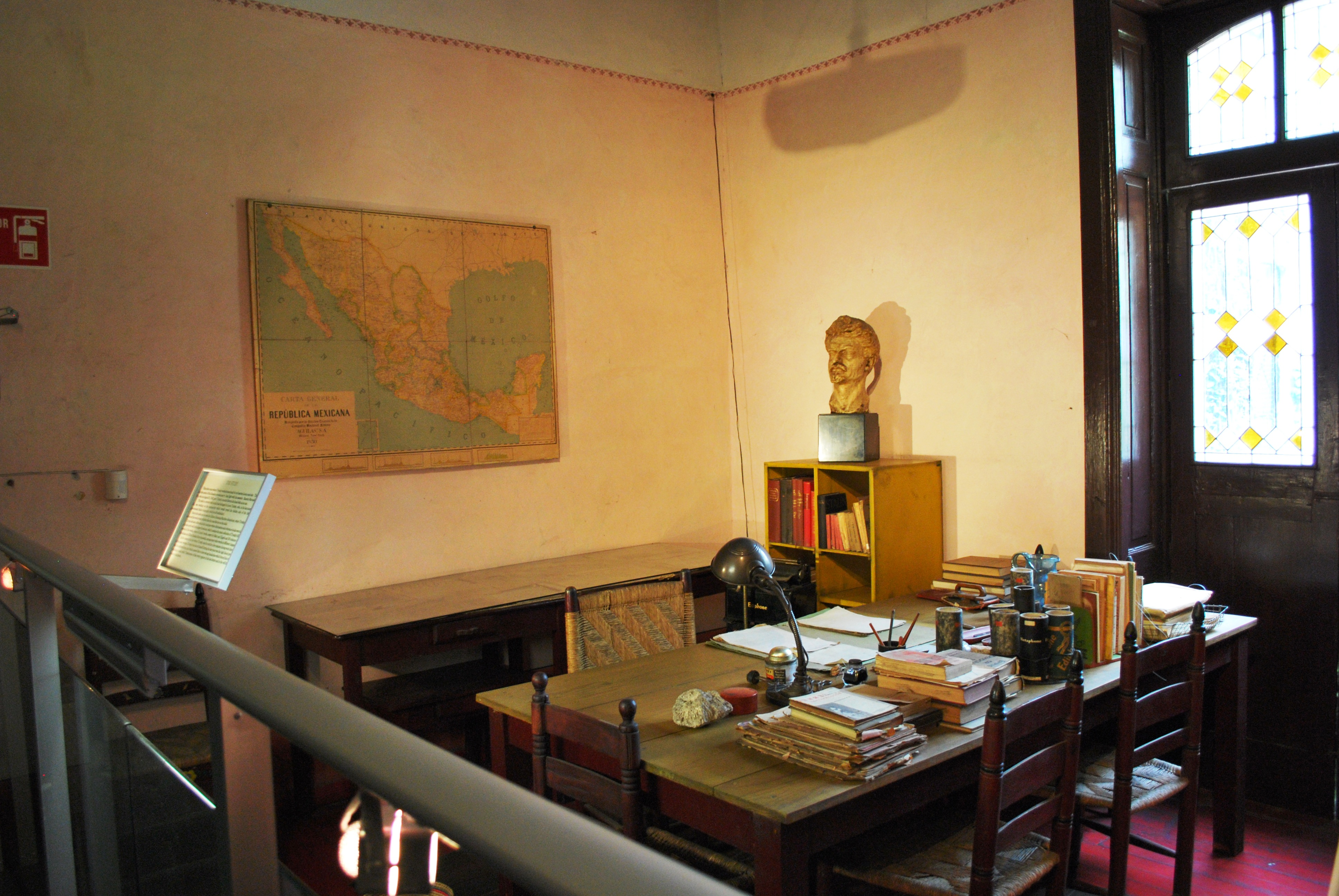
Estudio donde Trotski fue asesinado.

Trotski se vio obligado a exiliarse en 1929 debido a sus críticas contra el gobierno de Iósif Stalin. Durante los siguientes ocho años, Trotski y su esposa Natalia Sedova, vagaron entre varios países bajo una sentencia de muerte y perseguidos por agentes estalinistas. En 1937, Diego Rivera y Frida Kahlo, persuadieron al gobierno de Lázaro Cárdenas para dar asilo político a Trotski en México .
Al principio, la pareja vivió en la casa de la familia de Frida Kahlo llamada "Casa Azul", que se encuentra en la Alcaldía Coyoacán en la Ciudad de México. Sin embargo, en 1939, Diego Rivera y León Trotski tuvieron una pelea. Algunas historias dicen que las peleas eran sobre la ideología y la crítica de Diego a los escritos de Trotski y otros afirman que Trotski había tenido un romance con Frida. La pareja Trotski se trasladó a la casa en la calle Viena, en la misma demarcación, no lejos de la casa azul.
Mientras que México tenía un movimiento comunista activo en ese momento, al igual que en otras partes se divide entre aquellos que apoyaron a Stalin y los que estaban en su contra. En mayo de 1940, un intento de asesinato fue dirigido por el pintor mexicano David Alfaro Siqueiros. El grupo fue disfrazado como agentes de policía y se las arreglaron para dominar a los guardias, colocaron hombres con ametralladoras en el patio interior de la casa y dispararon a las distintas habitaciones de la casa pequeña. Los que estaban dentro sobrevivieron escondiéndose bajo los muebles del dormitorio y solo un nieto, Seva, resultó herido.  Este ataque llevó a la construcción de las murallas que rodean la propiedad y la construcción de torres de vigilancia, lo que le da a la propiedad aspecto de fortaleza.
El segundo y exitoso intento de asesinato de Trotski se realizó el 20 de agosto del mismo año. Un partidario español de Stalin llamado Ramón Mercader, se había convertido en el amante de la secretaria personal de Trotski bajo el nombre de Jacques Mornard con un pasaporte canadiense. Como tal, se ganó la confianza del hogar y se le permitió a la propiedad.  Ese día, Mercader pidió a Trotski que revisara algo que había escrito, cuando Trotski leía el escrito, Mercader saco un piolet de su abrigo y golpeó a Trotski en la parte posterior del cráneo. Trotski no murió de inmediato y quedó consciente en lo que fue llevado al hospital para la cirugía. Sin embargo, murió al día siguiente.  Mercader fue detenido por la policía mexicana, condenado por asesinato, por lo cual pasó veinte años en una prisión mexicana. Cuando fue liberado en 1960, según los informes Mercader huyó a Praga y después Moscú, donde recibió la Orden de Lenin y condecorado como Héroe de la Unión Soviética. Según algunos informes posteriores, él finalmente murió de cáncer en La Habana en 1978.
La habitación en la que Trotski fue asesinado permanece exactamente como estaba en ese momento, incluyendo los papeles y los libros en sus posiciones exactas.

## El museo

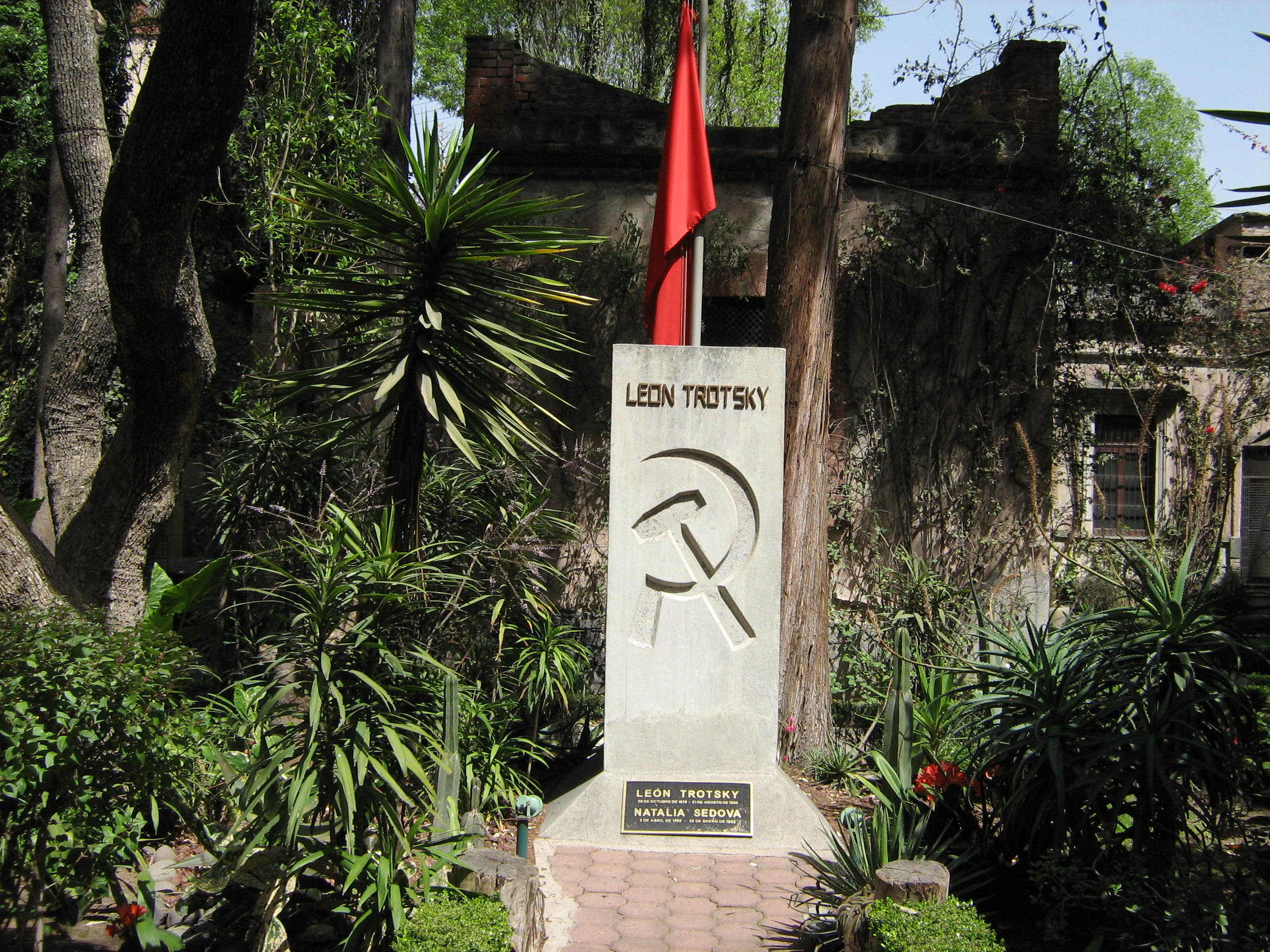
La tumba de Trotski en el Jardín de la Casa.

El museo consta de la casa en la que vivió Trotski, la zona del jardín y las paredes exteriores con instalaciones de guardias, que se encuentra en una tranquila zona residencial junto a un arroyo que corría junto al río Churubusco. El diario la Jornada llamó al ambiente del lugar "real, tenso, no con la abundancia y no siempre feliz".  El complejo fue declarado monumento histórico en 1982.  La casa es pequeña y común para una vivienda construida a principios del siglo XX. Una excepción notable es una torre coronada por un águila de bronce del tipo que Venustiano Carranza utilizó durante la Revolución Mexicana. Se afirma que fue un regalo de Carranza al expropietario de la casa, un señor Turatti. Agujeros de bala del ataque que efectuó el grupo dirigido por Siqueiros están todavía en las paredes exteriores.  El interior de la casa se ha mantenido como estaba cuando Trotski vivió allí, y parece un poco oscuro y sombrío debido a los bares y persianas de acero en las ventanas. La cocina tiene sus ollas y sartenes, los zapatos están alineados junto a las camas, los suelos y camas están cubiertas por telas mexicanas, hechas jirones. También hay algunos agujeros de bala en el interior. El centro de la casa es el estudio de Trotski donde todo, las gafas, los documentos, los libros y demás objetos quedaron exactamente como estaban cuando Trotski fue atacado.

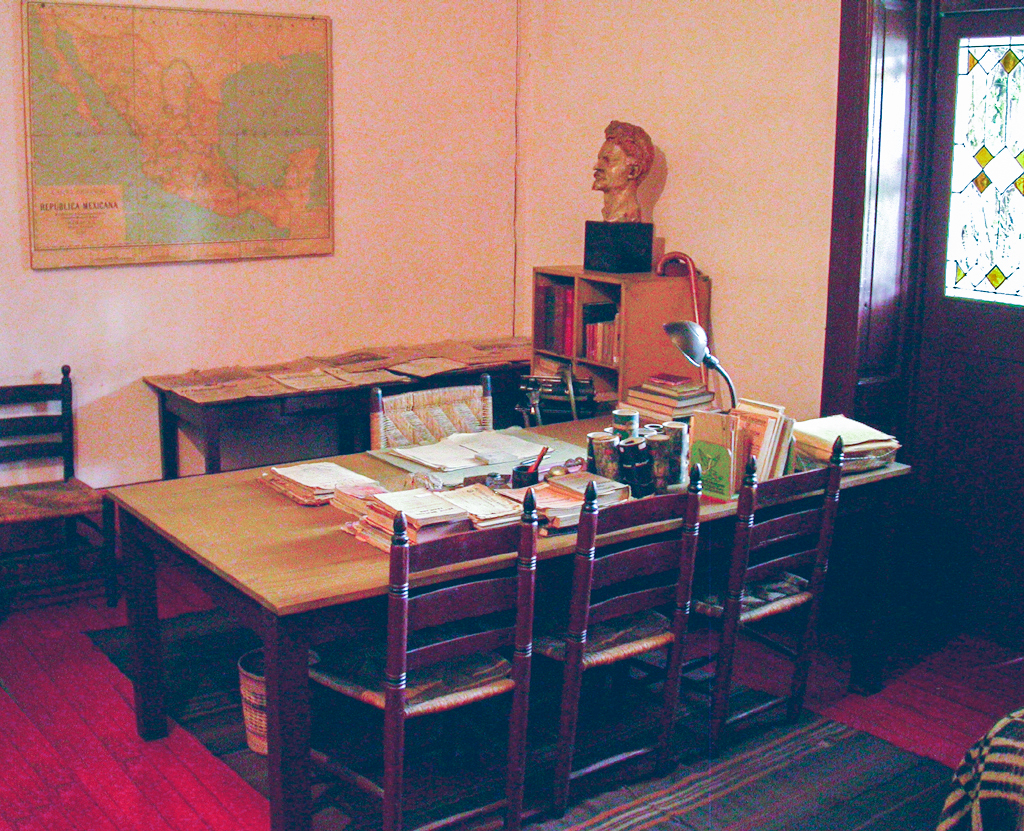
Trotski escritorio, casa de Trotski en Coyoacán, México.

A lo largo de los altos muros exteriores y las torres de vigilancia son casetas de vigilancia y otras instalaciones que se han convertido en salas de exposiciones y otras instalaciones relacionadas con el museo. Estas habitaciones exhiben fotografías, periódicos más los efectos personales de Trotski.  Como museo, se añadieron algunos otros edificios a lo largo de las paredes que contienen las fotos de la vida de Trotski, notas biográficas en español de Trotski. La casa de los guardias contiene una colección fotográfica permanente con imágenes de la familia de Trotski, su participación en la Revolución Bolchevique y su árbol genealógico.  En lo que antes eran los cuartos de huéspedes en el extremo del jardín, se colocaron decenas de fotografías a blanco y negro de Trotski y Natalia acompañados de amigos famosos, como Diego Rivera y Frida Kahlo.  También hay salas de exposiciones temporales, que tiene nuevas proyecciones de varios artistas cada mes. Las exhibiciones artísticas incluyen una exposición anual de obras de artistas de grafiti o "grafiteros”. El evento anual tiene como objetivo reconocer el talento de estos "grafiteros", que el museo considera que son víctimas de la marginación. Sin embargo, el evento ha contado con la asistencia de funcionarios de la agencia de Seguridad Pública de la ciudad, escuelas técnicas e incluso la embajada de Cuba. En 2009, la exposición de graffiti fue patrocinada por el secretario de seguridad pública de la ciudad y una empresa de alimentos con una veintena de obras que se consideran las más representativas de un concurso llamado "Las cosas chidas, rólalas". El auditorio cuenta con ochenta asientos y la biblioteca Rafael Galván tiene una colección de más de 6.000 volúmenes sobre todo en las ciencias sociales, la economía y la política.
El resto del espacio del complejo le pertenece a la zona del jardín, que todavía se mantiene con flores tropicales y otras plantas, como el cactus, que Trotski coleccionaba. Hay fotos en el museo de la colección de cactus de Trotski recogidos en los campos mexicanos y cuidar el jardín, junto con los conejos y las gallinas que se encontraban en las conejeras y gallineros que aún existen. El centro del jardín contiene una estela de piedra diseñada por Juan O'Gorman, que contiene las cenizas de Trotski, junto con las de su esposa. Por encima de la estela hay un mástil con la bandera soviética.
El museo fue creado el 20 de agosto de 1990, al conmemorar el 50 aniversario del asesinato junto con el Instituto del Derecho de Asilo y las Libertades Públicas. Este último fue creado para ayudar a otros disidentes políticos en busca de asilo en México, pero se consolidó con el museo en 1996.  El nombre oficial de la organización es ahora el Instituto del Derecho de Asilo Museo Casa de León Trotsky.  El museo recibe un promedio de 17 000 visitantes extranjeros cada año, junto con 50 000 estudiantes de las visitas organizadas por la Secretaría de Educación Pública. Esto genera cerca de 20 000 pesos mexicanos en ingresos cada semana. El museo solo está soportado por los ingresos y donaciones. Existe un apoyo ocasional por el gobierno de la ciudad, tal como la renovación de la torre de guardia.  Entre enero y marzo de 2010, el museo recibió 11 000 visitantes, en su mayoría estudiantes y extranjeros, a pesar de la falta de un esfuerzo de promoción coordinada.